# Emmanuel Okocha
Emmanuel Okocha (Nigeria, 20 de diciembre de 1968) es un exfutbolista de Nigeria que jugaba en la posición de centrocampista. Es el hermano del también futbolista Jay-Jay Okocha.

## Carrera

### Club
| Periodo   | Club             |
| --------- | ---------------- |
| 1987–1992 | Enugu Rangers    |
| 1992–1993 | VfB Marburg      |
| 1993–1994 | Eintracht Haiger |
| 1994–1995 | SV Wehen         |

### Selección nacional
Jugó para Nigeria en siete ocasiones y anotó un gol, el cual fue en la derrota por 1-5 ante Argelia en la Copa Africana de Naciones 1990.